# Ludolfus Sickinghe
Ludolfus (ook: Ludulfo, Ludecone of Ludolfum) Sickinghe (ca. 1245 - ? ) was burgemeester van de stad Groningen in 1284, 1291 en 1292. Hij werd op 1 december 1284 gekozen als uitvoerder van het testament van Johannes Pluckerose; waarin tot tot oprichting van Vrouwe Sywen Convent bepaald werd. Vanuit zijn rol als consul van de stad bekrachtigde Sickinghe in 1292 eveneens de wetten en instellingen van het in 1276 opgerichte Vrouwe Menoldaconvent.

## Afkomst
Sickinghe, werd mogelijk geboren als zoon van ridder Otto Sickinghe. Otto was in 1257 burgemeester van de stad Groningen en geldt als mogelijke stamvader van het oud adellijke regentengeslacht Sickinghe.  Ludolfus was op zijn beurt zeer waarschijnlijk de vader van Gerard Sickinghe, tussen 1304 en 1357 eveneens burgemeester en raadsheer van de stad en een van de tegenspelers van de prefect van Groningen. 
Ludolf Sickinghe  (±1380 - ±1458), burgemeester van Groningen in de 15e eeuw en een van de hoofdrolspelers bij het oproer in 1413 tussen de Schieringers en Vetkopers, was waarschijnlijk naar Ludolfus vernoemd.  

## Burgemeester van Groningen

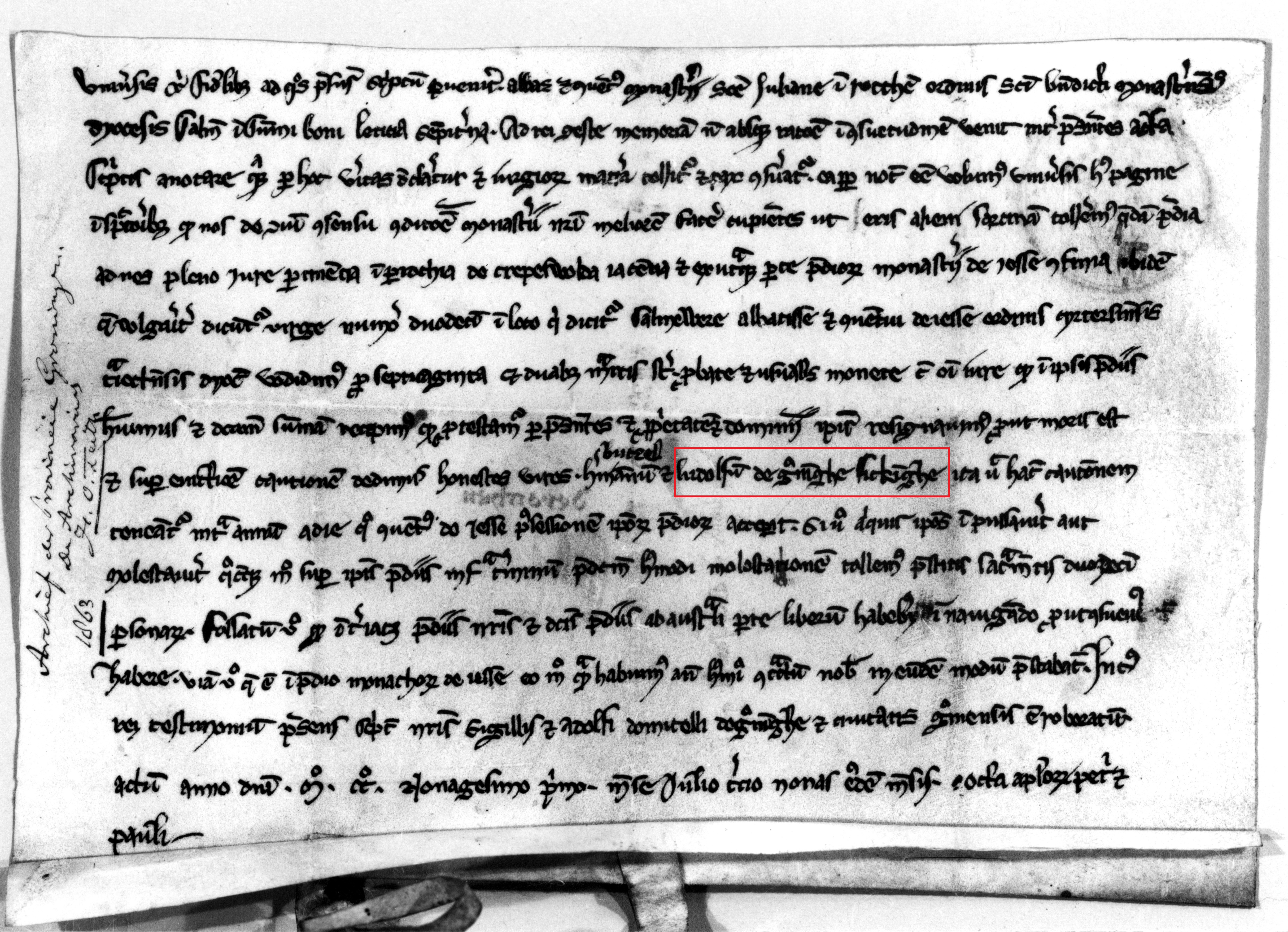
De akte van verkoop met daarop Ludolfus Sickinghe te Groningen genoemd als borgsteller (rood uitgelicht), 5 juli 1291

Sickinghe komt in het Oorkondenboek van Groningen en Drenthe voor het eerst voor als een van de vier rationales (burgemeesters) van Groningen op een verkoopakte uit 1284. Op deze akte verklaren Gerhardus Mensinge en de ingezetenen van Zuidlaren een overeenkomst te zijn aangegaan betreffende de betaling van tienden aan Gherardus. Als getuige was ook de prefect van Groningen, Egbert, aanwezig. De akte was met onder andere het zegel der burgemeesters van Groningen en dat van het landschap Drenthe gezegeld.
Op 5 juli 1291 verklaarden de abt en het convent van het klooster Juliana te Rottum aan de abt en het convent van klooster Yesse enig land in Kropswolde, geheten de Virge en zijnde een twaalfde deel van de plaats, geheten Salmewere, met behoud van vrije vaart, voor 72 marken sterling verkocht te hebben, onder borgstelling van Hermannus Butzel en Ludolfus Sickinge te Groninghe.

## Vrouwe Conventen

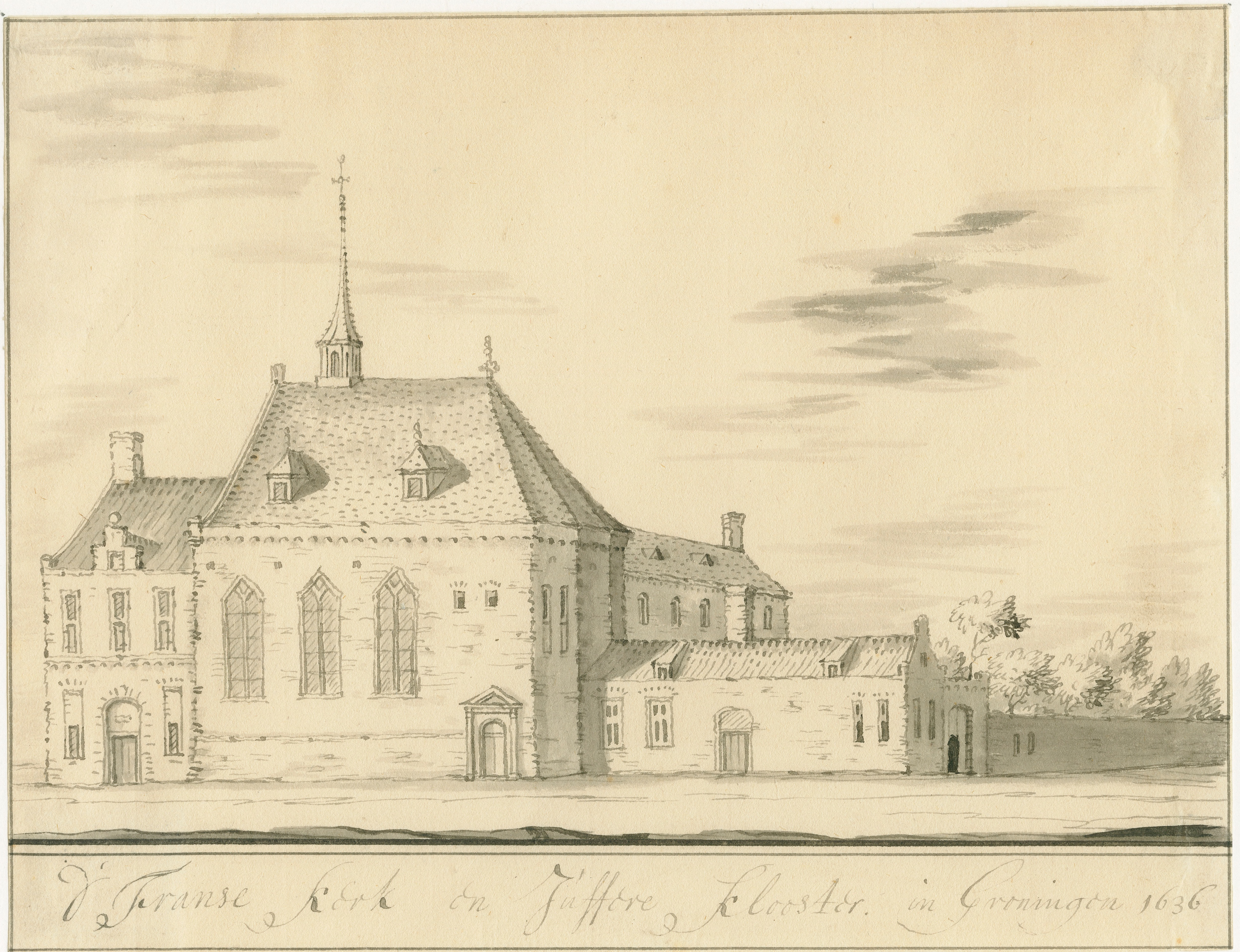
Tekening van het Vrouwe Menoldaconvent

In de tweede helft van de dertiende eeuw werden in Groningen twee Conventen gesticht. Het Vrouwe Menoldaconvent rond 1276 en het Vrouwe Sywen Convent in 1284. De consuls van de stad waren als stadsbestuur nauw betrokken bij de oprichting. Zo ook bij de leefregels voor de begijnen die er woonachtig waren. 

### Het Vrouwe Sywen Convent
Op 1 december 1284 verklaren de prefect van Groningen en de burgemeesters van Groningen dat Johannes Pluckerose zijn huis en andere goederen te Groningen aan zijn vrouw (Siwa) en dochter nalaat. In zijn testament liet Johannes noteren dat hij 'hoopt dat al zijn huizen en goederen zullen worden omgezet in seculiere doeleinden'. Hij benoemde als uitvoerders van deze verordening, de consuls van de stad, aan wie hij dit toevertrouwde. Dit waren: Frederick Butzel, Gerard Spiegel, Hugo de Aggere en Ludolfus Sickinghe. Uit deze verordening ontstond uiteindelijk het Vrouwe Sywen Convent.

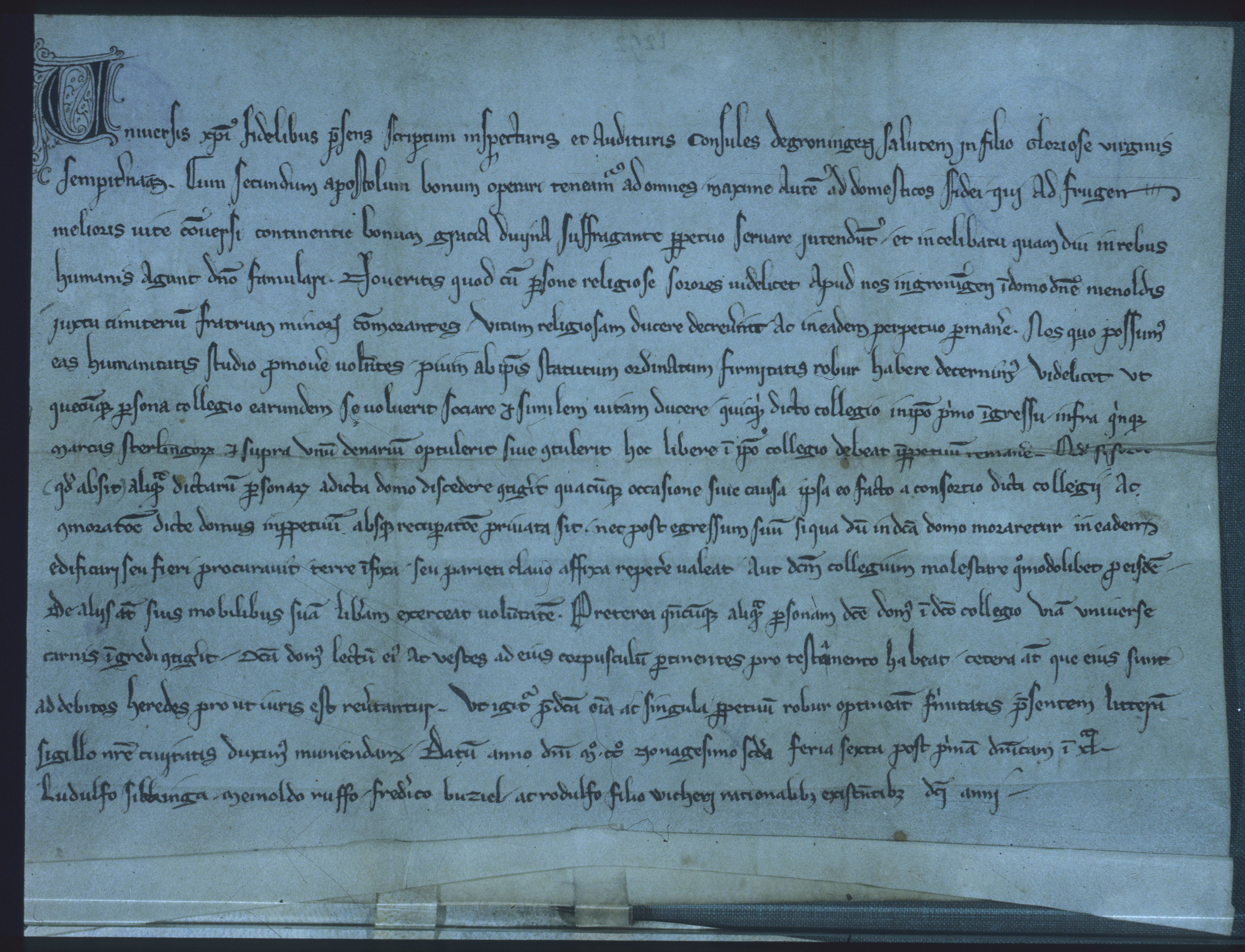
Ludolfus Sickinghe (links onderin, ook wel genoemd: Ludulfo Sikkinga) op de akte waarin de wetten en instellingen van het Vrouw-Menoldaconvent in Groningen werden bekrachtigd, 29 februari 1292

### Het Vrouwe Menoldaconvent
Het Vrouwe Menoldaconvent lag ten oosten van de tegenwoordige Oude Kijk in 't Jatstraat en ten westen van het Vrouw Sywenconvent.
Op 29 febrari 1292 werden de wetten en instellingen van het Vrouw-Menoldaconvent in Groningen door de consules, waaronder Sickinghe, bekrachtigd. In deze wetten (statuten) stond dat:
1. a. Wanneer iemand zich bij hun gemeenschap voegen wil, en zij bij de intrede minder dan 5 mark en meer dan 1 denarie betaald heeft, zal dit bedrag voor altijd aan het klooster toebehoren.
2. b. Wanneer een zuster het convent onverhoopt verlaten mocht, zal zij daar nooit meer mogen terugkeren noch kunnen eisen daar begraven te worden.
3. c. Wanneer een zuster in het convent overleden is, zal het klooster haar bed en lijfsklederen behouden; al haar andere bezittingen zullen aan de wettelijke erfgenamen uit worden gekeerd.